# Rey Xian de Zhou
El Rey Xian de Zhou (chino: 周顯王; pinyin: Zhōu Xiǎn Wáng), o Rey Hsien de Chou, fue el trigésimo quinto rey de la dinastía Zhou de China y el vigésimo tercero de la dinastía Zhou oriental.
Sucedió a su hermano, el rey Lie de Zhou, en 368 a. C.
Envió regalos a muchos de los estados feudales, presuntamente sus vasallos, particularmente a Qin y Chu. A finales de su reinado, los dirigentes de los estados se autodeclararon reyes, y cesaron en reconocer al rey de Zhou, su soberano nominal.
Después de su muerte, su hijo Shenjing de Zhou gobernó sobre China.